# الكسندر ماكدونالد (قسيس)
الكسندر ماكدونالد هو قسيس كندي، ولد في 18 فبراير 1858 في Inverness County, Nova Scotia ‏ في كندا، وتوفي في 24 فبراير 1941.